# Galabin Boevski
Galabin Pepov Boevski (em búlgaro:  Гълъбин Пепов Боевски) (Kneja, 19 de dezembro de 1974) é um halterofilista búlgaro, campeão mundial e olímpico de halterofilismo.

## Carreira
Galabin Boevski ficou em quarto lugar no campeonato mundial de 1998, levantou 152,5 kg no arranque e 185 kg no arremesso (ficou em terceiro nesta prova), na categoria até 69 kg. No campeonato europeu de 1999, em Coruña, estabeleceu novo recorde no total — 352,5 kg. Em 1999, no campeonato mundial daquele ano, ele conseguiu estabelecer dois recordes mundiais no arranque — 160,5 kg e depois 162,5 kg, um recorde mundial no arremesso de 196 kg e no total combinado 357,5 kg, na categoria até 69 kg.
Nos Jogos Olímpicos de Sydney 2000 ele conseguiu essa mesma marca no total, e embora seu compatriota Gueorgui Markov tenha superado sua marca no arranque (162,5 kg) com 165 kg, Boevski estabeleceu novo recorde mundial no arremesso (196,5 kg) e tornou-se campeão olímpico. No campeonato mundial de 2001, Boevski ficou novamente no primeiro posto, com 340 kg (150+190), na categoria até 69 kg. Competiu no campeonato mundial de 2002, na categoria até 69 kg, tendo ficado em quinto lugar no arranque (150 kg), mas não conseguiu resultado no arremesso e não concluiu a prova.
Em 2003 ele foi suspenso por dopagem bioquímica pela Federação Internacional de Halterofilismo por oito anos das competições de seu calendário.

### Recordes
Abaixo, estão os principais recordes do atleta:
| Data                   | Disciplina | Marca     | Classe de peso | Local   |
| 16 de abril de 1999    | Total      | 352,5 kg  | –69 kg         | Corunha |
| 24 de novembro de 1999 | Arranque   | 160,5 kg  | –69 kg         | Atenas  |
| 24 de novembro de 1999 | Arranque   | 162,5 kg  | –69 kg         | Atenas  |
| 24 de novembro de 1999 | Arremesso  | 196 kg    | –69 kg         | Atenas  |
| 24 de novembro de 1999 | Total      | 357,5 kg1 | –69 kg         | Atenas  |
| 18 de setembro de 2000 | Arremesso  | 196,5 kg  | –69 kg         | Sydney  |

↑ Levantou 358,5 kg no total exatamente, mas o peso no total era padronizado para intervalos de 2,5 kg. Ver também: recordes mundiais do halterofilismo

## Envolvimento com o tráfico de drogas
Em outubro de 2011 foi preso no aeroporto internacional de São Paulo (Cumbica) com cocaína escondida em sua bagagem. Ele vinha de Santa Catarina, pois acompanhara sua filha em uma competição de tênis. Em maio de 2012, o atleta foi condenado a nove anos de prisão por tráfico de drogas no Brasil. Boevski disse, em sua defesa, que é inocente e que as drogas encontradas em sua bagagem foram colocadas por alguma outra pessoa que teve acesso à sua bagagem.
Condenado a nove anos e quatro meses de prisão por tráfico internacional, a lenda búlgara foi expulsa do Brasil em decisão publicada no Diário Oficial em 8 de maio de 2013, causando inclusive a retirada do embaixador búlgaro no Brasil, Chavdar Nikolov. Pois segundo o ministro das relações exteriores da Bulgária, seu embaixador não alertou as autoridades do seu país da expulsão.

## O Prisioneiro Branco: A História Secreta de Galabin Boevski
No 21 de dezembro do ano 2013, o jornal Trud publicou a biografia de Boevski intitulada O Prisioneiro Branco: A História Secreta de Galabin Boevski (búlgaro: Белият затворник. Тайната история на Гълъбин Боевски). O autor do livro foi Ognian Georgiev, editor desportivo num dos diários Bulgária Hoje. O livro conta a história da carreira de Boevski assim como de todos os acontecimentos e fatos acerca da sua acusação de transportação de drogas e a sua subsequente liberação da prisão brasileira.